# Natation aux Jeux du Commonwealth de 2018
Navigation
Édition 2014 Édition 2022
Les épreuves de natation des Jeux du Commonwealth de 2018, se déroulent du 5 au 10 avril 2018 à Gold Coast, en Australie. 

## Podiums

### Hommes
| Épreuves           | Or | Or                 | Argent | Argent         | Bronze | Bronze         |
| ------------------ | --- | ------------------ | --- | -------------- | --- | -------------- |
| Nage libre         | |                    | |                | |                |
| 50 m               | Benjamin Proud | 21 s 35            | Brad Tandy | 21 s 81        | Cameron McEvoy | 21 s 92        |
| 100 m              | Duncan Scott | 48 s 02            | Chad le Clos Kyle Chalmers                                                                                            | 48 s 15        | Pas de médaille attribuée                                                                                              |                |
| 200 m              | Kyle Chalmers | 1 min 45 s 56      | Mack Horton | 1 min 45 s 89  | Duncan Scott | 1 min 46 s 30  |
| 400 m              | Mack Horton | 3 min 43 s 76      | Jack McLoughlin | 3 min 45 s 21  | James Guy | 3 min 45 s 32  |
| 1 500 m            | Jack McLoughlin | 14 min 47 s 09     | Daniel Jervis | 14 min 48 s 67 | Mack Horton | 14 min 51 s 05 |
| Dos                | |                    | |                | |                |
| 50 m               | Mitch Larkin | 24 s 68            | Ben Treffers | 24 s 84        | Zac Incerti | 25 s 06        |
| 100 m              | Mitch Larkin | 53 s 18            | Bradley Woodward | 53 s 95        | Markus Thormeyer | 54 s 14        |
| 200 m              | Mitch Larkin | 1 min 56 s 10      | Bradley Woodward | 1 min 56 s 57  | Josh Beaver | 1 min 57 s 04  |
| Brasse             | |                    | |                | |                |
| 50 m               | Cameron van der Burgh | 26 s 58            | Adam Peaty | 26 s 62        | James Wilby | 27 s 37        |
| 100 m              | Adam Peaty | 58 s 84            | James Wilby | 59 s 43        | Cameron van der Burgh                                                                                                  | 59 s 44        |
| 200 m              | James Wilby | 2 min 8 s 05       | Ross Murdoch | 2 min 8 s 32   | Matt Wilson | 2 min 8 s 64   |
| Papillon           | |                    | |                | |                |
| 50 m               | Chad le Clos | 23 s 27            | Dylan Carter | 23 s 67        | Ryan Coetzee | 23 s 73        |
| 100 m              | Chad le Clos | 50 s 95 (GR)       | James Guy | 51 s 31        | Grant Irvine | 51 s 50        |
| 200 m              | Chad le Clos | 1 min 54 s 00      | David Morgan | 1 min 56 s 36  | Duncan Scott | 1 min 56 s 60  |
| 4 nages            | |                    | |                | |                |
| 200 m              | Mitch Larkin | 1 min 57 s 67 (GR) | Duncan Scott | 1 min 57 s 86  | Clyde Lewis | 1 min 58 s 18  |
| 400 m              | Clyde Lewis | 4 min 13 s 12      | Bradley Woodward | 4 min 13 s 72  | Lewis Clareburt | 4 min 14 s 42  |
| Relais             | |                    | |                | |                |
| 4x100 m nage libre | Australie Cameron McEvoy James Magnussen Jack Cartwright Kyle Chalmers James Roberts                                     | 3 min 12 s 96      | Angleterre David Cumberlidge Benjamin Proud Jarvis Parkinson James Guy Elliot Clogg Cameron Kurle                     | 3 min 15 s 25  | Écosse Duncan Scott Jack Thorpe Kieran McGukin Stephen Milne Craig McLean Scott McLay Daniel Wallace                   | 3 min 15 s 86  |
| 4x200 m nage libre | Australie Alexander Graham Kyle Chalmers Elijah Winnington Mack Horton                                                   | 7 min 5 s 95 (GR)  | Angleterre Cameron Kurle Nicholas Grainger Jarvis Parkinson James Guy                                                 | 7 min 8 s 57   | Écosse Stephen Milne Duncan Scott Daniel Wallace Mark Szaranek                                                         | 7 min 8 s 89   |
| 4x100 m 4 nages    | Australie Mitch Larkin Jake Packard Grant Irvine Kyle Chalmers Bradley Woodward Matt Wilson David Morgan Jack Cartwright | 3 min 31 s 04 (GR) | Angleterre Luke Greenbank Adam Peaty James Guy Benjamin Proud Elliot Clogg James Wilby Jacob Peters David Cumberlidge | 3 min 31 s 13  | Afrique du Sud Calvyn Justus Cameron van der Burgh Chad le Clos Brad Tandy Martin Binedell Michael Houlie Ryan Coetzee | 3 min 34 s 79  |

### Femmes
| Épreuves           | Or                                                                | Or                 | Argent                                                        | Argent         | Bronze                                                                        | Bronze        |
| ------------------ | ----------------------------------------------------------------- | ------------------ | ------------------------------------------------------------- | -------------- | ----------------------------------------------------------------------------- | ------------- |
| Nage libre         |                                                                   |                    |                                                               |                |                                                                               |               |
| 50 m               | Cate Campbell                                                     | 23 s 78            | Taylor Ruck Bronte Campbell                                   | 24 s 26        | Pas de médaille attribuée                                                     |               |
| 100 m              | Bronte Campbell                                                   | 52 s 27 (GR)       | Cate Campbell                                                 | 52 s 69        | Taylor Ruck                                                                   | 53 s 08       |
| 200 m              | Taylor Ruck                                                       | 1 min 54 s 81      | Ariarne Titmus                                                | 1 min 54s s 85 | Emma McKeon                                                                   | 1 min 56 s 26 |
| 400 m              | Ariarne Titmus                                                    | 4 min 00 s 93 (GR) | Holly Hibbott                                                 | 4 min 05 s 31  | Ellie Faulkner                                                                | 4 min 07 s 35 |
| 800 m              | Ariarne Titmus                                                    | 8 min 20 s 08      | Jessica Ashwood                                               | 8 min 27 s 60  | Kiah Melverton                                                                | 8 min 28 s 59 |
| Dos                |                                                                   |                    |                                                               |                |                                                                               |               |
| 50 m               | Emily Seebohm                                                     | 27 s 78            | Kylie Masse                                                   | 27 s 82        | Georgia Davies                                                                | 27 s 90       |
| 100 m              | Kylie Masse                                                       | 58 s 63 (GR)       | Emily Seebohm                                                 | 58 s 66        | Taylor Ruck                                                                   | 58 s 97       |
| 200 m              | Kylie Masse                                                       | 2 min 05 s 98 (GR) | Taylor Ruck                                                   | 2 min 06 s 42  | Emily Seebohm                                                                 | 2 min 06 s 82 |
| Brasse             |                                                                   |                    |                                                               |                |                                                                               |               |
| 50 m               | Sarah Vasey                                                       | 30 s 60            | Alia Atkinson                                                 | 30 s 76        | Leiston Pickett                                                               | 30 s 78       |
| 100 m              | Tatjana Schoenmaker                                               | 1 min 06 s 41      | Kierra Smith                                                  | 1 min 07 s 05  | Georgia Bohl                                                                  | 1 min 07 s 22 |
| 200 m              | Tatjana Schoenmaker                                               | 2 min 22 s 02      | Molly Renshaw                                                 | 2 min 23 s 28  | Chloe Tutton                                                                  | 2 min 23 s 42 |
| Papillon           |                                                                   |                    |                                                               |                |                                                                               |               |
| 50 m               | Cate Campbell                                                     | 25 s 59            | Holly Barratt                                                 | 25 s 67        | Madeline Groves                                                               | 25 s 69       |
| 100 m              | Emma McKeon                                                       | 56 s 78            | Madeline Groves                                               | 57 s 19        | Brianna Throssell                                                             | 57 s 30       |
| 200 m              | Alys Thomas                                                       | 2 min 05 s 45 (GR) | Laura Taylor                                                  | 2 min 07 s 39  | Emma McKeon                                                                   | 2 min 08 s 05 |
| 4 nages            |                                                                   |                    |                                                               |                |                                                                               |               |
| 200 m              | Siobhan-Marie O'Connor                                            | 2 min 09 s 80      | Sarah Darcel                                                  | 2 min 11 s 14  | Erika Seltenreich-Hodgson                                                     | 2 min 11 s 17 |
| 400 m              | Aimee Willmott                                                    | 4 min 34 s 90      | Hannah Miley                                                  | 4 min 35 s 16  | Blair Evans                                                                   | 4 min 38 s 23 |
| Relais             |                                                                   |                    |                                                               |                |                                                                               |               |
| 4x100 m nage libre | Australie Shayna Jack Bronte Campbell Emma McKeon Cate Campbell   | 3 min 30 s 05 (WR) | Canada Alexia Zevnik Kayla Sanchez Penny Oleksiak Taylor Ruck | 3 min 33 s 92  | Angleterre Siobhan-Marie O'Connor Freya Anderson Anna Hopkin Ellie Faulknor   | 3 min 38 s 40 |
| 4x200 m nage libre | Australie Emma McKeon Brianna Throssell Leah Neale Ariarne Titmus | 7 min 48 s 04 (GR) | Canada Penny Oleksiak Kayla Sanchez Rebecca Smith Taylor Ruck | 7 min 49 s 66  | Angleterre Ellie Faulknor Siobhan-Marie O'Connor Freya Anderson Holly Hibbott | 7 min 55 s 60 |
| 4x100 m 4 nages    | Australie Emily Seebohm Georgia Bohl Emma McKeon Bronte Campbell  | 3 min 54 s 36 (GR) | Canada Kylie Masse Kierra Smith Penny Oleksiak Taylor Ruck    | 3 min 55 s 10  | Pays de Galles Georgia Davies Chloe Tutton Alys Thomas Kathryn Greenslade     | 4 min 00 s 75 |

Légende : RC : record des championnats